# Kaigen21Meiso
Kaigen21Meiso(カイゲンニジュウイチメイソウ)は、メルボルン在住のKaigenとハワイ在住のMEISOの異色デュオ。名称はMeisoの旧名である「外人21瞑想」に由来している。

## 来歴
2010年にファースト・アルバム「音故致新（英語名：Root Is The New Leaf）」をリリース。海外で活動する2人の作品らしく、アメリカ、カナダ、ヨーロッパ等から多くのアーティストが参加。2013年現在、セカンド・アルバムを製作中。

## ディスコグラフィー

### アルバム
- 音故致新 (2010/1/13)